# 刘连昆
刘连昆（1933年1月20日—1999年8月15日），曾任中國人民解放軍總後勤部軍械部長，少將軍銜。1992年開始，為中華民國國防部軍事情報局策反，在大陸開展秘密情報工作，領中華民國國軍少將軍銜，為同時於海峽兩岸皆擁有少將待遇之第一人。台灣海峽飛彈危機期間向軍情局提供重要機密情資，使台灣方面得以掌控解放軍計畫的「底線」，並據此做出即時因應。
1999年事敗被捕，遭解放軍軍事法庭以通敵罪處決。
在其逝世後，中華民國在戴笠紀念館忠烈堂設有其牌位。

## 早年
1933年生于齐齐哈尔市，1947年加入中国人民解放军，从解放军後勤学院毕业。1984年8月任职解放军总後勤部军械部部长，负责军事采购。直到1988年解放军恢复军衔制度，再升至少将。1989年中共在六四事件中镇压学生及對當局不滿，令刘连昆願意為中華民國国防部军事情报局做間諜。
1992年2月，此时曾为同单位的邵正宗已经从解放军退役，他与中華民國的军情局交换条件，答应拉拢一名解放军的高级将领充当未来的情报供应。9月，邵正宗通知军情局，他的过往上司可以担任未来人选，邵正宗曾在1986年任职过解放军後勤部军械部工厂管理局局长，因此认得刘连昆。同年10月，军情局很快将行动列为「少康专案」，而军情局第六处上校副局长龐大為更是亲自前往准备会面。

## 廣州密會
1992年11月27日，龐大為化名“王树元”，经香港入境，與中间人台商張志鵬与另一名军情局“少康专案”驻港“越界交通员”（跨区联络人）化名「文聆」入住白天鹅宾馆。同时间邵正宗也从南京抵达广州，再到广州火车站旁边的九龙饭店。三人在珠江的露天茶座简短见面後，到了当天晚上，邵正宗在广州花园拨通公用电话，刘连昆被告知军情局的人已经到达广州。
按照解放军的部队习惯，乘坐飞机需要向上级请示并得到批准。为免惊动上级，刘连昆放弃搭机，改乘坐火车从北京到广州。11月27日凌晨5时，刘连昆一下车便见到邵正宗，两人前往东方宾馆入住。刘连昆先见到張志鵬、文聆，同时龐大為在新华书店和越秀公园附近闲逛，确认没有受到跟踪。当天上午10时，双方根据事前约定在越秀公园密会。刘连昆走在前面，龐大為在后，两人沿着林间小道慢慢走到山顶，这个时候才开始正式会谈。
刘连昆对龐大為的冒险举动感到满意，并接着说：「你来大陆，跟我南下与你见面，所冒的风险是一样的。」刘连昆还抱怨，自从晋升中将被无限期搁置後，他感到灰心失望，而龐大為在会谈中交待了工作方式、工作重点和联络方式。其中台湾方面最想知道解放军的战略预警情报，以便来日做准备。第一次见面，刘连昆就提供了15份情报，其中12件是中央军委的内部机密文件，包括大陆进口苏—27战斗机、S—300防空导弹系统以及解放军组建应急作战部队等绝密情报。龐大為以2瓶洋酒和2万美元当作见面礼，他还告诉刘连昆，军情局将比照台湾少将的待遇，每月提供3,500美元的薪酬，奖金“另行稽考核发”（视情报质量每次分别给予台币四十万元至百万元以上奖励，并代为转存于海外银行专户），而且退休後晚年生活可得到完全照料。此後，刘连昆成为第一名在两岸同时获得少将待遇的军人，也成了军情局在中华人民共和国政府内部安插的最高级别的内线，化名「高志明」，代号「少康二号」
双方在广州越秀公园交谈了两个小时，并于中午12时分头往「东方轩」饭店继续共进晚餐。席间，庞大为直接邀请刘连昆参加“党国事业”、“为光复大陆、复兴中华工作”。刘连昆当即回答：“很好，大家合作合作”。当天下午2时5分，刘连昆与龐大為、邵正宗告别。此次军情局的密会除了策反刘连昆外，另外也谈妥了邵正宗的撤出问题。不过邵正宗因顾及情妇，不愿以渔船偷渡方式离开。

## 洩漏軍機
从1992年开始，刘连昆就向军情局提供大量的机密情报。这些情报有解放军对外采购的情况，对台6大作战方式，以及中華人民共和国接收香港计划等等。1992年11月，刘连昆向军情局提供了中华人民共和国对俄罗斯军购的军事机密，俄罗斯向中华人民共和国出售了苏-27和S-300防空导弹的详情。
1993年1月，刘连昆又向军情局报告中华人民共和国计划向俄罗斯购买苏-30战斗机。1月13日，时任中国共产党中央军事委员会主席江泽民在中央军委扩大会议上提到解放军在新时期的战略方针，但是该战略中華民國方面并没有及时掌握，军情局因此要求尽快获得相关情报。3月5日，刘连昆以手抄本的方式报告了有关内容。也就是中国大陆已经将军事战略重点调整到东南沿海、中印边境和南中国海。这份情报让军情局认为有意义重大，于是参谋本部便透露给李登輝，这也是刘连昆向中華民國方面提供最有价值的情报之一。
刘连昆在少康专案获得了不少的报酬，军情局都按文件的密集程度、时效和内容长度给予不定的金额，每次少则40万新台币。如果是时效半年以内的绝密情报，每份按1,000,000元新台币以上的标准支付，并代存外国银行。这些奖金都是由交通员張志鵬转交，为了给刘连昆方便携带，军情局都先转换成美金。据估计，中華民國向刘连昆提供的酬金和奖金达到了4,000万－5,000万新台币（折合约140－170万美金）。
刘连昆多次把解放军的机密文件带回家中，并在夜里拍照。他频繁的拍照活动，有一次引起其妻注意。其妻哀求刘连昆收手保平安甚至以死相逼。中華民國军情局得知此事後，交给刘连昆10万美元安家，并建议在北京另外购置新房产，以便蒐集更多的情报。

## 导弹危机
1994年12月5日，庞大为再次经澳门拱北关入境，在广州与刘连昆接头。庞大为此行的目的，除了交接情报，还计划向刘连昆探寻是否有合适“接班人选”，意图在刘连昆退休前，通过刘连昆，在解放军内部发展、建立更高级别的情报关系。因為有感在广州被跟踪，在计划生变之下让刘连昆提供情资给张志鹏。才过一天，刘连昆又要求见面，原因是他对李登辉的台独言论感到不满。他感觉自己是在帮中華民國政府制造分裂活动。不过经过军情局的连番劝说下，刘连昆这才打消念头。
庞大为因被人跟踪一度怀疑時任军情局“少康专案”驻港“越界交通員”特工李志豪是中共派遣的双重间谍。军情局的计划被打乱，但李志豪还不知道庞大为秘密见面的对象是谁，使得刘连昆未被发现，得以继续任务。
1996年，发生台海飛彈危機，解放军编列40多亿人民币预算准备作最坏打算。刘连昆在演习前三个月便将情报提供给军情局，其中包括演习的底线是「实弹射击、越过海峡中线、动用潜艇和攻占外岛」。中華民國在得知解放军的详细计划后，派国安会秘书长丁懋時两次到美国求援。美国在确认情报准确后，派出独立号、尼米兹号两艘航空母舰到台湾海峡施压。面对突发的军事压力，解放军调整并降低演习规模，变成「导弹不飞越台湾本岛、战机和军舰不过台湾海峡、不攻占外岛」。而其中最关键的更是解放军第二炮兵的东风-15短程弹道导弹。李登辉为了安抚民心公开说出发射的导弹是「空包弹」，也因李登辉这样说漏了嘴，让中华人民共和国的国家安全部门意识到有间谍存在。
刘连昆不断向军情局泄密的原因是希望他的儿子能移民美国，在与庞大为建立良好关系后，更向他提出请求。而庞大为虽然答应，但因种种原因事情没有办成。

## 失事处决
由於李登辉的哑弹论让中华人民共和国方面警觉有内鬼，开始调查泄密对象，但因涉案人员级别很高，排查工作进展缓慢。中华人民共和国国家安全部指示李志豪从军情局下手盡其一切手段找到内鬼。很快李志豪找到军情局的绝密文件，但是「高志明」和「明董」均为化名，具体人物是誰沒有線索。李志豪心生一计，去社子岛忠诚二村的军情局宿舍，与退休的员工套话最终取得决定性的证据，刘连昆的身份因此暴露。
1999年3月29日，刘连昆在北京被逮捕。4月9日，与其共同通敌的邵正宗随即落网。刘连昆被解放军的军事法庭以军法审判，且因刘连昆是掌管国安机密的军人，并以最重的死刑判决。两人并于同年8月处决。据说刘连昆的妻子不原谅丈夫的所作所为，因此拒绝认领遗骸。
《遠華案黑幕》一書揭露了關鍵事件。中華人民共和國國安人員帶隊8人設局圍捕，原來是葉炳南提供50萬美金做為犒賞，也就是向中華民國提供情報的傳遞者（鼴鼠），這個人是解放軍的內部人士，後來他被槍斃了。賴昌星向作者抖出內幕，詳細地說明事情經過：
|  | 賴：九六年時，當時臺灣正在舉行大選，李登輝要上臺，大陸這邊不想讓他選上嘛，就放飛彈過去，想把他們嚇住。就是這個人，他就透露給臺灣這個消息，說大陸放的導彈是沒有彈頭的，是嚇他們的。所以臺灣知道這個情況了：你放的導彈沒有彈頭，那不是放空炮嗎？還有什麼可怕的，對不對？所以李登輝那時講話的口氣就很硬了，後來就選上了嘛。就是這樣的。 問：那麼葉炳南是怎麼被抓的？ 賴：我跟國安那邊說好了之後，就約葉炳南來，他們來了八個人。四月五號他們住進廈門悅華酒店，我一直以為他們真的不會抓，還很放心。國安的人來了，跟他們談了。但是，到了十號─好像是十號，他們就動手了，把人抓了。 問：都抓了嗎？ ； 賴：沒有，只抓了葉炳南。《亞洲週刊》那個報導是錯的，他們後來有更正。葉炳南給抓了起來兩、三個月，那個人就被拉出去槍斃了。 問：劉連昆就被槍斃了？ 賴：他就給抓出來槍斃了。就是因為葉炳南被他們抓了以後，把這些事全部都招供了出來。後來他們知道葉炳南在香港當了十年的情報站長，他搞了大陸很多情況過去，什麼他都知道。他們就重視嘍。但是，葉炳南要退了麼，不知道他們怎麼想？然後他們就避開我了，把葉炳南抓起來，來硬的，要弄出東西來。 他們真的弄出很多東西。然後他們就給上面匯報說，是他們自己弄到的，根本沒有說是我弄到的。你知道嗎？葉炳南供出來的東西都要全部報告給江澤民的，就是劉連昆著件事情氣得江澤民拍了桌子，江澤民說：沒想到我身邊怎麼會有這種人。沒多久劉連昆就給槍斃了。 問：當時，劉連昆被槍斃時，好像不僅一個人被抓？ 賴：對，還有一個叫邵正中，是個大校。這些也是我在安全部裡的朋友告訴我的，不然我怎麼會知道。 |

2002年8月，中華民國军情局在「戴雨农先生纪念馆」内安放刘连昆和邵正宗两人的牌位，并列册纪录在案。

## 影響
刘连昆泄漏的机密造成重大影响。凤凰军事的独家报道总结，刘连昆共向台湾军情局提供100多份情报，绝密级有4份，其中最敏感的2份分别是1993年中央军委会议的新时期战略方针和1996年解放军的军事演习详情。
1993年解放军的军事战略重点让中華民國收到情报後，立刻提出针锋相对的措施。1996年的泄密让美国介入台海局势，而中华人民共和国国安部门经过数年漫长的调查这才将刘连昆、邵正宗逮捕到案。此中华人民共和国政府吸取教训，并于1999年4月28日召开「全军隐蔽斗争工作会议」，要求各级领导学习反间谍相关工作。
此外，在刘连昆被处决後，军情局认为有疑点。庞大为怀疑是1994年12月他第二次与刘连昆见面时，李志豪向广东国安告密，这也让李志豪随後被捕，直到2015年两岸领导人在新加坡举行高峰会，李志豪与中華民國方间谍交换得以释放。